# Wójtowo (Lubomino)
Wójtowo (deutsch Voigtsdorf) ist ein Ort in der polnischen Woiwodschaft Ermland-Masuren. Er gehört zur Landgemeinde Lubomino (Arnsdorf) im Powiat Lidzbarski (Kreis Heilsberg).

## Geographische Lage
Wójtowo liegt im Nordwesten der Woiwodschaft Ermland-Masuren, 27 Kilometer südwestlich der Kreisstadt Lidzbark Warmiński (Heilsberg).

## Geschichte
Der einst Voigtsdorf genannte Ort wurde 1874 in den neu errichteten Amtsbezirk Elditten (polnisch Ełdyty) im ostpreußischen Kreis Heilsberg eingegliedert, dem er bis 1945 zugehörte.
260 Einwohner waren im Jahre 1910 in Voigtsdorf gemeldet. Ihre Zahl stieg bis 1933 auf 381 und bis  1939 auf 333.
Im Zusammenhang der Abtretung des gesamten südlichen Ostpreußen in Kriegsfolge 1945 an Polen erhielt Voigtsdorf die polnische Namensform „Wójtowo“. Heute ist das Dorf eine Ortschaft im Verbund der Gmina Lubomino (Landgemeinde Arnsdorf) im Powiat Lidzbarski (Kreis Heilsberg), von 1975 bis 1998 der Woiwodschaft Olsztyn, seither der Woiwodschaft Ermland-Masuren zugehörig. Im Jahre 2021 zählte Wójtowo 201 Einwohner.

## Religion
Wie Voigtsdorf vor 1945 so ist Wójtowo auch jetzt in die römisch-katholische Pfarrei Wapnik (Kalkstein), jetzt im Erzbistum Ermland gelegen, eingegliedert. Vor 1945 gehörte Voigtsdorf außerdem zur evangelischen Kirche Wormditt (Orneta) in der Kirchenprovinz Ostpreußen der Kirche der Altpreußischen Union. Heute ist Wójtowo der Diözese Masuren der Evangelisch-Augsburgischen Kirche in Polen zugeordnet.

## Verkehr
Wójtowo liegt an der 1360N im Abschnitt zwischen Lubomino (Arnsdorf) und Wapnik (Kalkstein). Lubomino ist die nächsten Bahnstation und liegt an der Bahnstrecke Olsztyn Gutkowo–Braniewo.         